# Krahne
Krahne ist ein Ortsteil der Gemeinde Kloster Lehnin im Westen des Bundeslandes Brandenburg im Landkreis Potsdam-Mittelmark, ca. zwölf Kilometer südlich der Stadt Brandenburg an der Havel.

## Geographie
Krahne liegt südlich der Stadt Brandenburg an der Havel im Tal der Plane. Der ursprünglich geographische Begriff Zauche wird kaum noch benutzt, die oft anzutreffende Zuordnung zum Havelland ist inkorrekt. Der Krahner Busch, ein Waldgebiet und Naturschutzgebiet, liegt westlich des Ortes. Am Westrand der Gemarkung Krahne reichen Teile in das Freie Havelbruch.
Krahne grenzt im Norden an Reckahn (seit 2002 Ortsteil von Kloster Lehnin) und Göttin (seit 1993 Ortsteil von Brandenburg an der Havel), im Osten an Prützke (seit 2002 Ortsteil von Kloster Lehnin), im Süden an die Gemeinde Golzow und im Westen an die Gemeinde Wollin.

## Geschichte und Etymologie

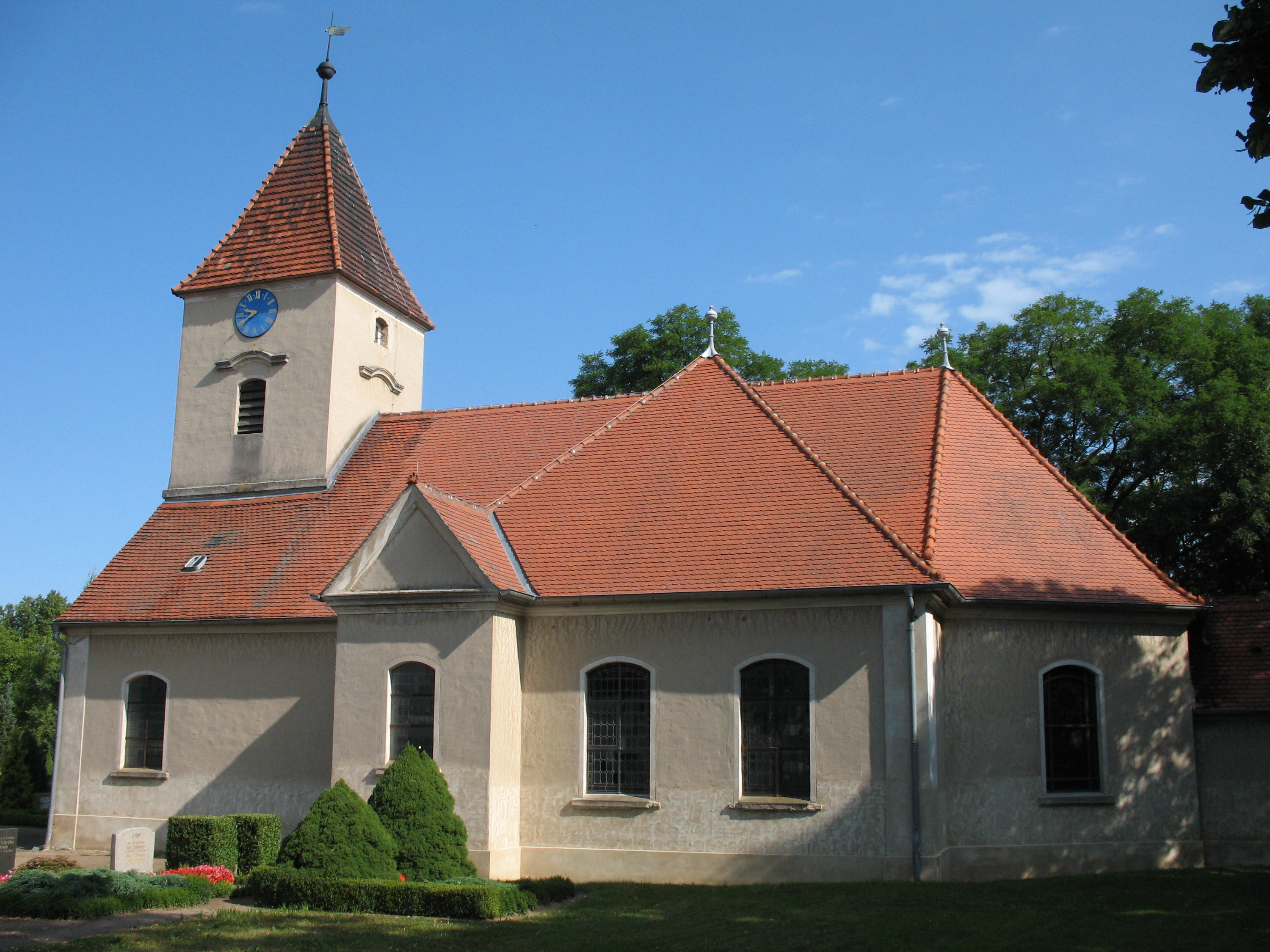
Dorfkirche Krahne

Krahne wurde erstmals – wenn auch indirekt – in einer Urkunde erwähnt, die auf den 25. Juli 1230 datiert ist. In diesem Dokument schenkte der Bischof Gernand von Brandenburg dem Kloster Lehnin die Erhebung des Zehnt im Dorf Derwitz. Als Zeuge für diese Schenkung wurde unter anderem ein Mann namens Albert aus Krahne aufgerufen. Dieses Dokument ist im 21. Jahrhundert nicht mehr vorhanden. Im Staatsarchiv Potsdam befindet sich jedoch eine Kopie aus dem Jahr 1442. Der Name leitet sich aus dem slawischen ab und wurde von Experten auf das Wort kora zurückgeführt, was so viel wie Rinde oder Kruste bedeutet. Die Schreibweise veränderte sich im Laufe der Jahrhunderte von Korane, Chorane, Coranen, Corane, Cronne, Crane, Krone, Krane zu Krahne. Experten vermuten, dass die slawische Siedlung unterhalb des noch vorhandenen Ortskerns erfolgte. Dort ist im 21. Jahrhundert noch ein Flurname Alte Höfe überliefert. Über die weitere Geschichte des Ortes ist bislang nicht viel bekannt. Erst 1575 erschien Krahne in einer Visitation, in der die Bauern zum Besuch des Gottesdienstes verpflichtet wurden. Eine weitere Erwähnung ist aus dem Jahr 1600 in einer Matrikel überliefert.
Krahne war seit Jahrhunderten ein großbäuerlich geprägtes Dorf und das Gut gehörte der Adelsfamilie von Rochow, Reckahner Linie, seit 1805 bzw. 1827 der Plessower Linie. Unter ihrem Kirchenpatronat errichteten Handwerker im Jahr 1767 eine Dorfkirche, möglicherweise unter Verwendung eines Vorgängerbaus. 1779 ließ Friedrich Eberhard von Rochow eine Dorfschule nach dem Vorbild seiner Schule in Reckahn erbauen. Hier wirkte von 1808 bis 1814 der Prediger und Schulmann Friedrich Wilhelm Gotthilf Frosch, der hier 1810 die erste Brandenburgische Schullehrerkonferenzgesellschaft und wenig später ein Schullehrerseminar zur Ausbildung neuer Elementarschullehrer gründete. Als Sitz der Pfarrei bildet es bis ins 21. Jahrhundert den Kernort des Pfarrsprengels der Dörfer Krahne, Reckahn und Göttin. 1813 kam es zu einem Großbrand im Ort, bei dem auch die Kirche schwer beschädigt wurde. Handwerker besserten sie zwar aus, doch entschied sich der Kirchenpatron im Jahr 1904 zu einem grundlegenden Umbau. 1898 entstand das neue Gutshaus, 1904 der Bahnhof. In den 1920er Jahren gründete sich ein Männergesangsverein, der bis in die 1930er Jahre bestand. 1928 wurde das Vorwerk Rotscherlinde nach Krahne eingemeindet. Letzte Gutsbesitzer waren der Ritterschaftsrat Friedrich Ludwig, genannt Fritz, von Rochow auf Plessow (1858–1914) und dann bis zur Bodenreform seine Tochter Emmy, verheiratete von Schierstädt (1885–1973).
Nach dem Ende des Zweiten Weltkrieges entstanden am Linden- sowie am Akazienweg zahlreiche Siedlungshäuser. In den Jahren 1948 und 1949 erhielt Krahne einen Anschluss an eine zentrale Wasserversorgung. 1958 gründet sich eine LPG. Am 1. April 2002 wurde Krahne Teil der Großgemeinde Kloster Lehnin.

## Ortsvorsteher
Ehrenamtlicher Ortsvorsteher ist Andre Siegel (Kreisbauernverbände BV-BB).  

## Kultur und Sehenswürdigkeiten
In der Liste der Baudenkmale in Kloster Lehnin sind für Krahne vier Baudenkmale aufgeführt.

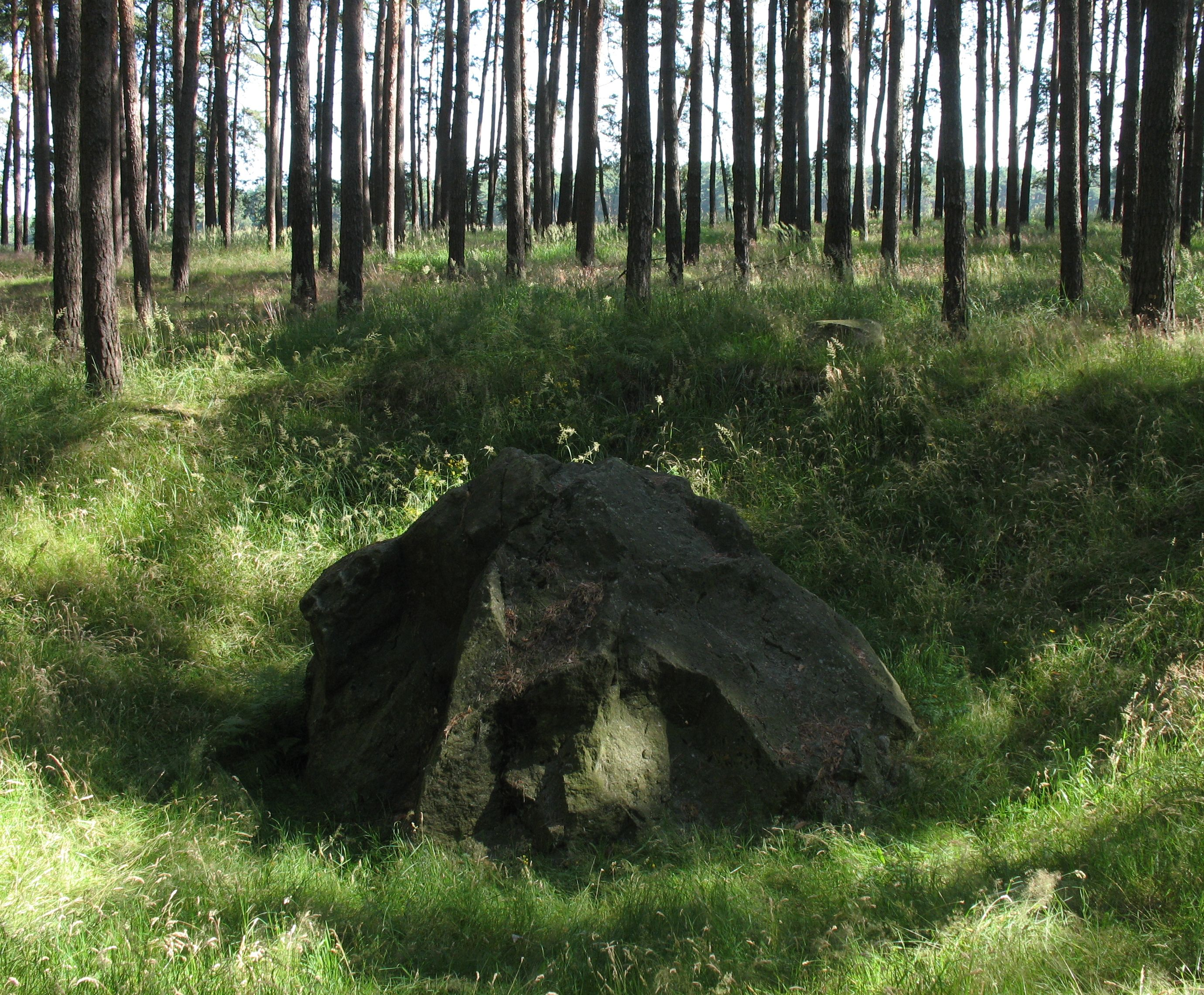
Findling Blauer Stein

- Die Dorfkirche Krahne ist eine neobarocke Saalkirche, die 1904 unter der Leitung des Architekten Ludwig von Tiedemann kreuzförmig erweitert wurde.
- Pfarrhaus von 1743
- Das Gutshaus Krahne von 1898, das seit Frühjahr 2016 denkmalgerecht saniert wird und als "Kunstgut Krahne" firmiert, mit  buntem Gutshausgarten, dem (verwilderten) Park, dem Atelier Breyer, Ausstellungs- und Veranstaltungsräumen und 2 Ferienwohnungen
- Naturschutzgebiet Krahner Busch
- Der Blaue Stein ist ein großer Findling mit einer bläulich-grünen Farbe im Wald etwa zwei Kilometer östlich des Dorfes. Dieser wurde früher als Steinbruch verwendet. Um den Findling rankt sich die Sage vom Blauen Stein: Zu einer früheren Zeit herrschten Riesen in Briesener Bergen. Sie gerieten in Wut, als die Krahner Einwohner damit begannen einen Kirchturm zu errichten. Sie schleuderten einen Feldstein auf das Bauwerk, das sein Ziel jedoch verfehlte. Der Stein schlug in einem Waldgebiet ein und riss ein tiefes Loch in die Erde. Durch seine blaue Farbe lockte er zahlreiche Menschen ab, die Teile des Steins abbrachen und als Baumaterial verwendeten.[8]
- Die Partnergemeinde Marborn gestaltete den zentral gelegenen Marborner Platz. Die Heimatgemeinde der Brüder Grimm platzierte dazu sieben Steinsäulen um einen größeren Stein und erinnert damit an das Märchen von Schneewittchen. Der Platz wurde am 10. September 2007 eingeweiht.
- Nordöstlich des Dorfzentrums erinnert ein Findling an den Förster Hermann Joseph Paul Illmann. Er wurde 1908 von Wilderern erschossen. Die Geschichte wurde als das Blutige Drama von Krahne bekannt.[9]

## Persönlichkeiten, die mit Krahne in Verbindung stehen
- Friedrich Ludwig, genannt Fritz von Rochow (1858–1914), der Erbauer des heutigen Gutshauses Krahne
- Friedrich Eberhard von Rochow (1734–1805), Grundbesitzer des Ritterguts Krahne, Schulreformer, Gründer der Schule
- Friedrich Wilhelm Gotthilf Frosch (1776–1834), Pfarrer und Schulreformer, gründete und leitete Einrichtungen zur Lehrerbildung im Ort
- Christian Friedrich Cunow (1648–1706), Kirchenlieddichter und zeitweilig ev. Pfarrer in Krahne

## Belege
1. ↑  Gemeinde Kloster Lehnin – Krahne. Abgerufen am 28. Mai 2025.
2. 1 2  StBA: Änderungen bei den Gemeinden Deutschlands, siehe 2002
3. ↑  BrandenburgViewer der Landesvermessung und Geobasisinformation Brandenburg (LGB)
4. ↑  Amts=Blatt der Königlichen Regierung zu Potsdam und der Stadt Berlin. 1827; Extra=Blatt. Potsdam 8. Januar 1827, S. 31 (google.de [abgerufen am 12. Mai 2021]).
5. ↑  Adolf Friedrich August von Rochow: Nachrichten zur Geschichte des Geschlechts derer von Rochow und ihrer Besitzungen. In: Adolf Friedrich August von Rochow (Hrsg.): Familienchronik. Ernst und Korn, Berlin 1861 (gbv.de [abgerufen am 14. Juli 2024]).
6. ↑  Der Deutsche Herold. In: Zeitschrift für Wappen,- Siegel- und Wappenkunde. Band 38. Carl Heymanns Verlag, Berlin 1907, S. 184 (google.de [abgerufen am 28. April 2021]).
7. ↑  Ernst Seyfarth, Alexander Hausknecht, GF Hofgrefe: Niekammer’s Landwirtschaftliches Adressbücher. Brandenburg 1929. Nach amtlichen Quellen und auf Grund direkter Angaben bearbeitet. In: GAB Reihe Paul Niekammer. 4. Auflage. Band VII, I. Regierungsbezirk Potsdam, Kreis Zauch-Belzig. Niekammer Adressbuch GmbH, Leipzig 1929, S. 174 (martin-opitz-bibliothek.de [abgerufen am 22. Oktober 2022]).
8. ↑  Informationstafel Die Sage vom Blauen Stein, nördlich der Kirche, Mai 2019.
9. ↑  Informationstafel: Denkmal für Förster Illmann, aufgestellt neben dem Findling, Mai 2019.